# Xã Eckles, Quận Beltrami, Minnesota
Xã Eckles (tiếng Anh: Eckles Township) là một xã thuộc quận Beltrami, tiểu bang Minnesota, Hoa Kỳ. Năm 2010, dân số của xã này là 1.516 người.